# 清朝经济
清朝經濟是沿袭自明代的傳統小农经济。清兵入关至康乾时期，国家政治逐步安定，经济發達，人口大增——乾隆后期已達两億，相對使糧食作物的產量需要更加提升。清廷採取開墾荒地、移民邊區及推廣新作物以提高生產量。由於國內與國外的貿易提升，經濟農業也相對發達。手工業方面改工匠的徭役制為代稅役制。传统手工业以紡織和瓷器業為重，棉織業超越絲織業，瓷器以琺瑯畫在瓷胎上，江西景德鎮為瓷器中心。清朝商業發達，分成十大商幫。其中晉商、徽商支配中國的金融業，閩商、潮商掌握海外貿易。清朝初期曾實施海禁政策，直到攻滅臺灣明鄭勢力後宣佈展界開海，沿海貿易放宽而变得更為活絡，貨幣方面採銀銅雙本位制。康熙晚期為防止民變，推行禁礦政策，在一定程度上阻礙工商業的發展。到18世纪中叶，徭役劳动力的动员已大大减少，清朝统治者通过财政改革减少了这种古已有之但令人厌恶的做法，获得了民众的高度赞扬。
《哈佛中国史》等著作将晚明到整个18世纪康乾盛世时期的发展称为中华帝国的第二次商业革命，比宋朝时发生的第一次商业革命转型幅度更大，其中商业化扩散至地方乡村社会的情况达到前所未有的地步。到了清朝中叶，中国被认为大概是全世界最商业化的国家。在18世纪，对中国风的狂热追逐曾經是當時欧洲社会的普遍时尚。這種時尚滲透到了歐洲人生活的各個層面，如日用物品、家居裝飾、園林建筑等。
嘉道中衰以后，外部世界巨变。在道光年间发生的第一次鸦片战争，是为中国近代史的开端，亦是中国经济、政治格局开始产生本质变化的时代。面对现代化、工业化的西方列强的威胁，清政府试图通过洋务运动，发展现代工业，重振国家经济。虽未成功，却也成为中国工业化的肇始。

## 各类产业

### 農業

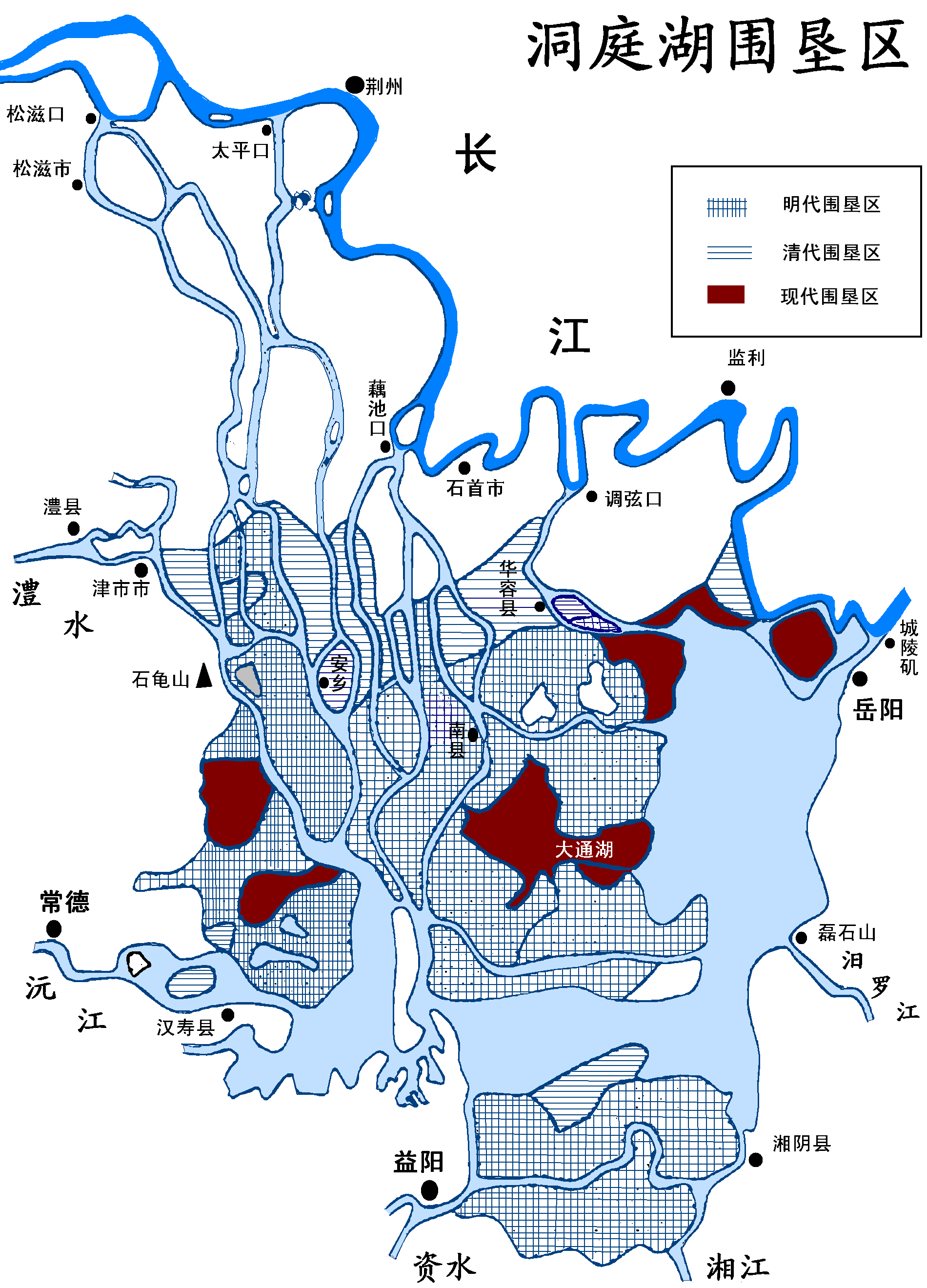
湖廣地區的中心洞庭湖於明清時期的围垦区

与中国历朝历代社会类似，农业是清朝社会的重点，尤其是清朝人口为中国帝制時期之最的情况下。鸦片战争前，来源于农业的田赋，亦是国家财政收入的主要来源。

#### 土地制度
可耕地是农业的根本。清代的土地仍可分为官田和民田两大类。清朝入關後，1644年順治帝頒布圈地令。有主與無主地被滿人圈占，统称“官庄”。大量农民不得不弃家逃亡，或者沦为新主人的奴仆。圈地主要執行三次，以北京附近的顺天、保定、永平、河间四府最為突出，直到1685年康熙帝宣布廢止而終。至於全國其他原明朝皇室或地主的土地，清廷稱其為“更名田”，分配給無地農民使用，或是被新地主霸占。据统计，这种土地的总数不下二十多万顷。清代也拥有不少屯田，屯区多在新疆等边疆地带。清帝推行了令民墾荒的政策。使得華北、華中地區先後著令准墾，一些邊疆如新疆、青海、海南、台灣等地於清朝中葉先後實行開墾政策，而關外東三省地區直到清朝後期才准許大量漢人前往開墾。

#### 水利設施
清初，在康熙時期進行的多項水利興修。明末清初，黃河、淮河下游堵塞，京杭大運河也受阻塞。康熙帝時大力修治黃河，任靳輔為河道總督，採用疏導和築堤的辦法將黃、淮故道逐漸修復，使這一帶的農業生產在一段較長的時間裡減少了水患的威脅。1713年康熙帝成功修浚位於北京的永定河，使舊河兩岸的「斥鹵」變為膏腴良田。另外，雍正時修築江浙海塘也是保護農田的水利工程。由於明末戰亂，耕地遭到破壞大為減少，清朝的耕地总面積直至嘉庆初期达10.5亿市亩，恢復到明代万历年间水平。在之后的道光年间，並逐漸反超，耕地面积达14亿市亩。江南、湖广與四川等地的土地比中原地肥沃許多，湖广更有“湖广熟，天下足”之譽稱。

#### 糧食作物

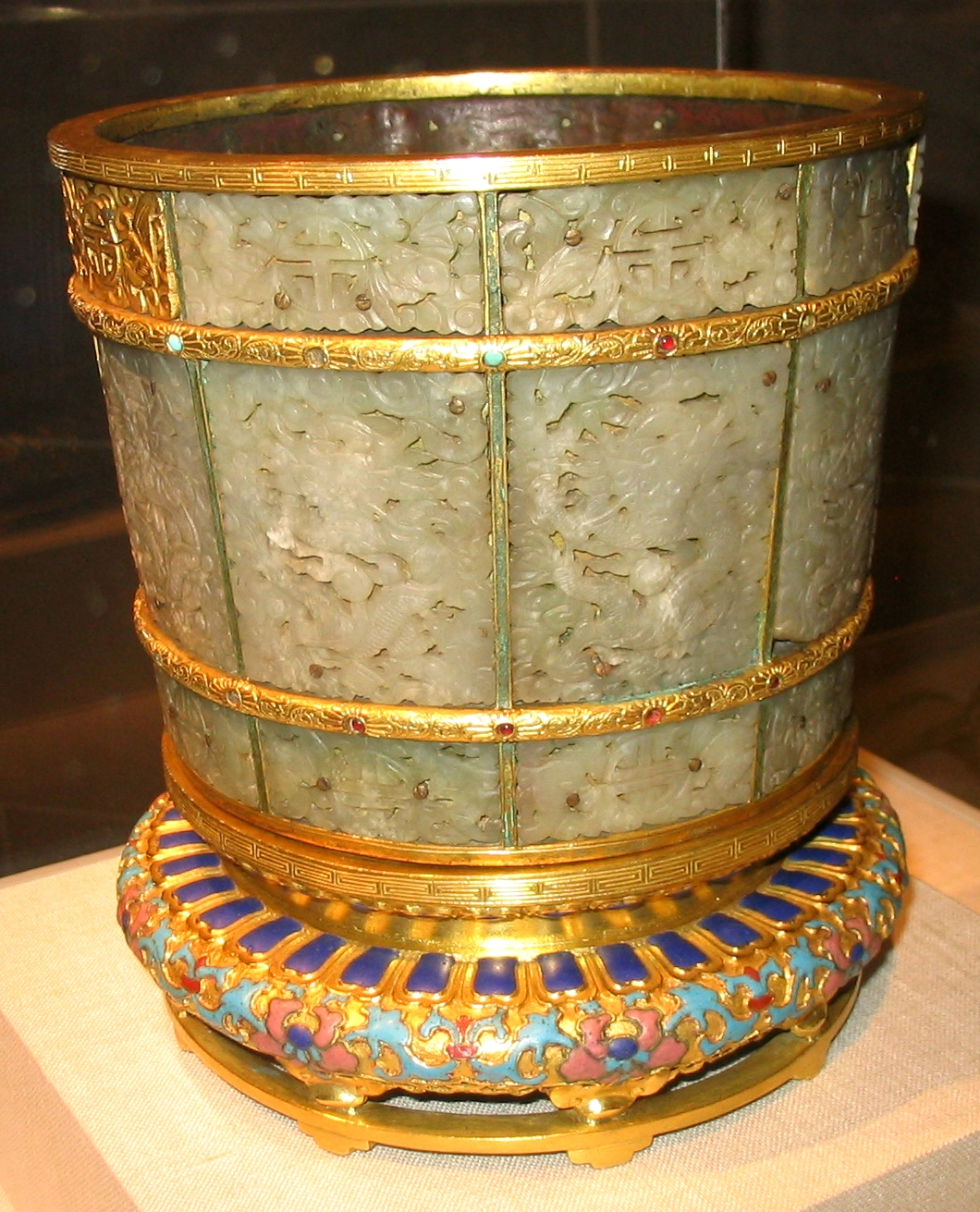
該金罐製於清代，約為乾隆年間。現收藏於美國首都華盛頓之史密森尼博物館

由於清朝人口成長超過可耕地發展速度，如何維持龐大人口有賴占城稻與一些新的糧食作物。占城稻在中國有一段長期的發展時間，到明清時期發展成五十日到三十日即可收穫的品種，使得二次收穫，甚至三次收穫變成可能。此外早熟稻耐旱，可在高原或山坡地種植。從宋朝初期到清朝道光年間，稻米產量以及耕種面積都增加一倍。一些從美洲引進的糧食作物也開發許多原先不擅種植的地形，以提高糧食生產面積。例如比較乾旱的高原有賴玉米與甘薯，更加崎嶇的山地則依靠馬鈴薯。到嘉慶年間，這些高原都種滿新一代的糧食作物。而河川沿岸的沙地則大量種植花生，約十八世紀到十九世紀才由南方推廣到北方。

#### 經濟作物
清朝的經濟作物种植面积也逐漸擴大，促进商品经济的活跃。棉花在清朝已是十分重要的经济作物，其產地遍及全国，其中江苏、浙江、河北、河南、湖北、山东等地都是著名的产棉区，甚至连农业发展较晚的奉天，也成了外输地区之一。產棉量以河北保定一带，长江中下游的松江、太仓與通州一带，以及上海等地最大。烟草原产地是美洲，明中叶以后开始传入中國，最早的种植地区是福建。种烟草获利很高，重要產地以陕南汉中、城固，山东兖州，湖南衡阳等地為主。湖南的衡烟、陕西的蒲城烟、北京的油丝烟、山西的青烟、云南的兰花烟、甘肃酒泉的水烟（又名西尖），均负盛名。甘蔗產地以華中、華南為主，江南、四川與台湾等地的制糖业非常发达。蠶桑業以江蘇浙江的蘇州、湖州、嘉興、杭州和廣東的廣州最為發達，已成為當地農民的重要生產活動。

### 手工業

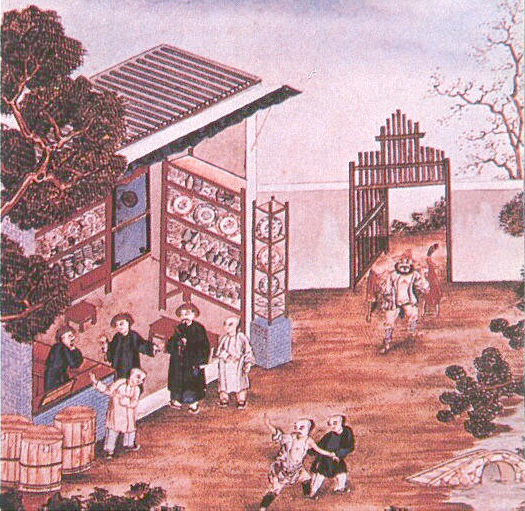
清朝景德鎮的瓷器商號

清朝的手工業在康熙中期以後逐步得到恢復和發展。至乾隆年間，江寧、蘇州、杭州、佛山、廣州等地的絲織業都很發達。江南的棉織業、景德鎮的瓷器都達到了歷史高峰。手工業分成官營與民營，由于工匠实行以银代役，所以顺治二年就下令废除废除工匠制度，官营缺乏必要的工匠而逐渐衰落。民间手工业興盛，例如云南民间炼铜場十分發達。苏杭一带民间丝织中已有不少具有专门技术的人，站在一定的地方等待雇用。

#### 製瓷業與紡織業

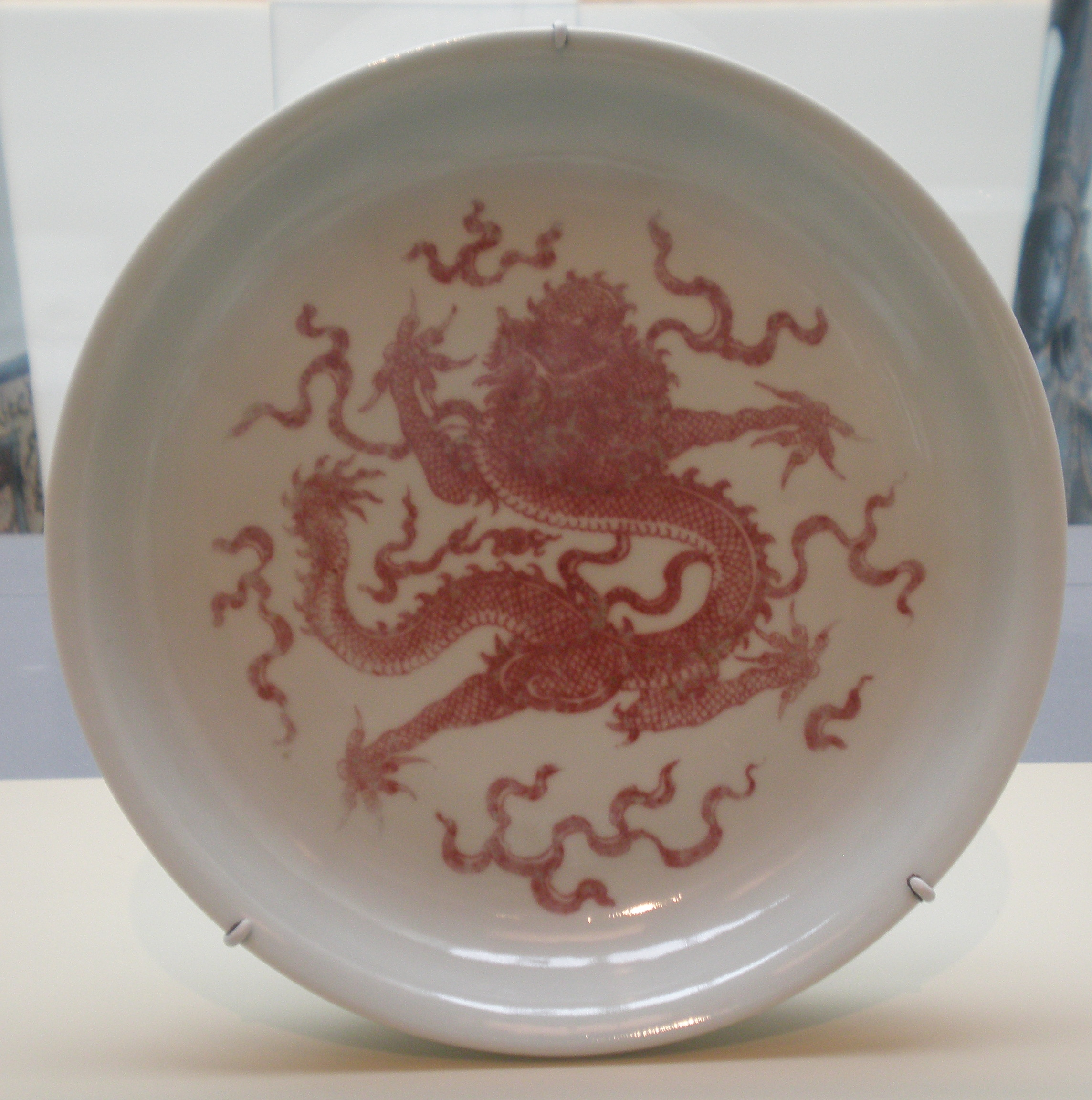
清朝瓷器。

瓷器制作技术改进，產量也大幅提升。例如江西景德镇瓷窑所烧造的御瓷产量在雍正六年（1782年）时，一年之中生产了十数万件御器。玻璃制造有较大的进步，清宫玻璃厂能生产透明玻璃和多达十五种以上的单色不透明玻璃，造型也丰腴美观。丝织技巧也有了新的提高，出产的重要提花品种有妆花纱、妆花缎、妆花绢等。广东的「女儿葛」是广东增城的少女用一种葛藤的丝织成，質量極優。当时的棉织业以松江最为发达，技术最好，而染色、踹布业则以芜湖、苏州为最先進。

#### 勞雇關係
清朝劳动者与雇主之间的关系，主要是通过买与卖来体现的。不仅全部劳动成果全归雇主，而且在人身上也很少自由。在这些行业中，劳动者的工资是“按件而计”的；而且按照工匠技术的高低和工作的繁简論定工價。劳动者所得的工资，已经是根据劳动的熟练程度来规定。劳动者十分自由。工匠不但有辭雇的權利，而且還有罷工權與集體要求增加工資之舉動，例如，苏州丝织业作坊中的劳动者，“倡众歇作”，要求增加工价，可以“另投别户”，追寻较好的待遇。

### 商業

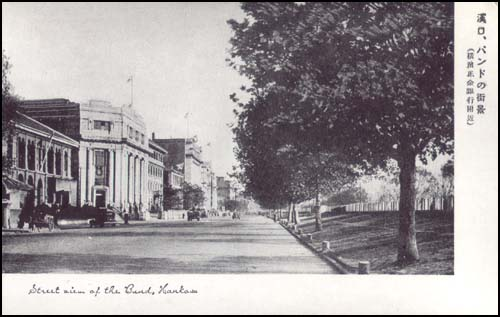
昔日汉口英租界江滩街景：横滨正金银行附近

在明清時期的農業和手工業進一步發展的基礎上商業也很發達，商品貨幣經濟空前活躍。由於農業中商品性生產擴大，農產品越來越多地變為商品，出現了許多專門化的經濟作物地區，為手工業生產提供原料，或者直接供應消費者。例如養蠶地區為調劑桑葉的供需，出現專賣桑葉的「青桑行」和「葉市」。一些經濟作物如蔗糖行銷國內外，茶葉於十八世紀輸出激增。糧食作物除大量供給城市居民食用外，還有不小的部分用於釀酒、油和豆製品加工等。這些產品自然都是為了供應市場而生產的。
商業城市
商品性生產的發展，商品流通範圍的擴大，促使一些新的工商業市鎮的興起和發展，例如漢口鎮和朱仙鎮就是位處交通樞鈕點而興起，而佛山鎮和景德鎮專司生產如絲綢、瓷器等高價值產品的城鎮。至嘉慶年間，這四鎮並稱為「四大名鎮」。其他興起的尚有吴江县的王江泾、震泽镇等等。许多重要城市如北京、江寧（今南京）等地，也更趋发达。例如北京的居民已不下百万，一切生活所需，都从商业渠道取得，不能一日无贸易。當時尚流行“天下四聚”的说法：“天下有四聚，北则京师（北京），南则佛山，东则苏州，西则汉口。然东海之滨，苏州而外，更有芜湖、扬州、江宁、杭州以分其势，西则惟汉口耳。”
商幫
與此同時，金融業與貿易業發達，商人分成十大商幫。其中晉商、徽商支配清朝的金融業，閩商、潮商掌握海外貿易。廣州的行商與揚州的鹽商都是最闊氣的商人，山西商人掌控全國銀號。

#### 海外貿易

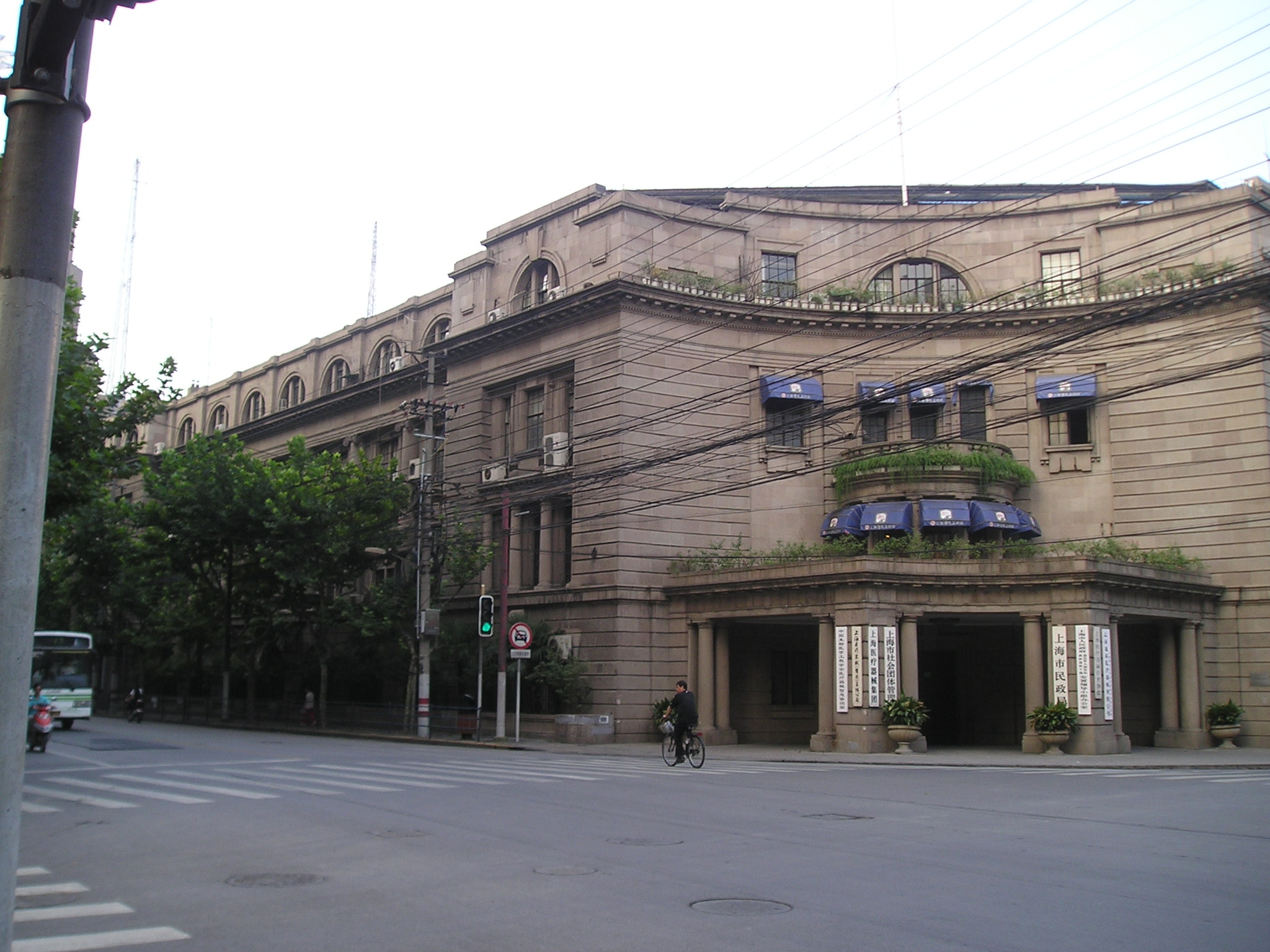
上海租界的行政單位工部局大厦正门

清廷初年實行遷界令，对于民间海外贸易厉行海禁政策；对于外国来华贸易，仍沿袭明代的朝贡制度加以控制。最初与清朝发生朝贡关系的，主要还是南洋和东南亚诸国，但有许多限制，如贡期和随贡贸易的监视等都作了严格的规定。对于西方殖民国家来华商船的限制就更严。只许它们停泊澳门，与澳门商人进行贸易，每年来华贸易的大小船只，不得超过二十五只。1683年清朝平定明鄭，宣佈開海展界，1684年設置以粵海關、閩海關、浙海關、江海關這四大海關機構管轄各自境內的數十個口岸，准許百姓對外貿易。1685年開始允许外商到前述口岸通商。
清廷放宽海禁後，准许外商在指定口岸通商后，逐步建立了一套管理外商来华贸易的制度，主要有公行制度和商馆制度。浙江、福建與廣東地區盛行海外貿易，人民時常與日本、琉球、東南亞各國及葡萄牙、西班牙與荷蘭等西洋各國展開貿易。到十八世紀還有英國、法國與美國，其中英國幾乎獨佔對華貿易。西洋各國與日俱增的需要清朝的絲綢、茶葉與甘蔗，然而清朝對西洋事物需求不大，使得中國對外貿易呈現大幅出超的情形。大量銀元流入中國，增加貨幣流通量，刺激物價上漲，促進商業繁榮。在此期間，中國沿海以泉州、漳州、廈門、福州與廣州先後崛起，成為貿易大城，操控對外國際貿易。
乾隆二十二年（1757年），由于外商频年不断的掠夺和违法行为，清廷只保留粵海關提供給「西洋」商人作為通商地點。到十九世紀，英國在印度種植鴉片，並且大量銷往中國。這使得中國對外貿易逆轉為入超。鴉片的問題引爆鴉片戰爭，中國戰敗後門戶大開。南京條約不但開放廈門、上海、寧波、福州、廣州等五口通商口岸給外國人。隨後陸續的不平等條約使外國人大量來華投資，並且建立租界，加速對清貿易。

### 金融业

#### 外国银行

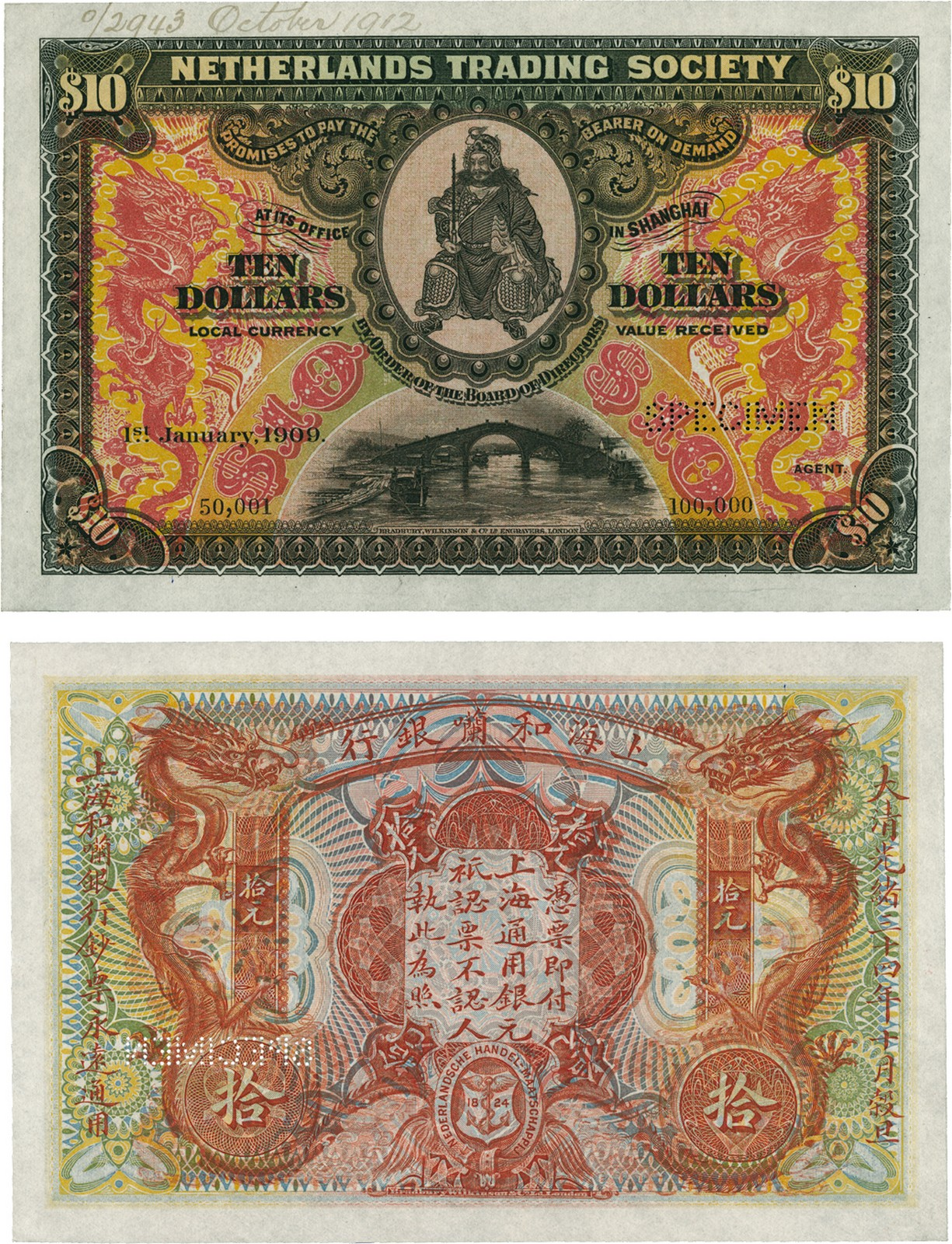
上海和囒银行10元钞票

1845年，丽如银行在香港设立分行，在广州设立分理处，其后又在上海和福州等地设立分行，成为第一家进入中国的外资银行，该行又称金宝银行和東藩滙理銀行。之后同样为英国银行的汇隆银行于1851年，呵加剌银行和有利银行于1854年，麦加利银行于1858年进入中国。:2-31860年，法国的法兰西银行在上海设立分行。接下来昙花一现的英商“小四行”汇川、利生、利华、利升分别进入中国。1865年，汇丰银行在香港成立，其投资人主要是英国洋行，还有美国、德国、印度、丹麦等国的洋行。1866年，发生席卷全球的金融恐慌，四小行和呵加剌银行、汇隆银行都随之倒闭。:4汇隆银行曾印制有上海地名券，但已发现的仅有试印票，可能从未正式发行。利生银行曾发行有1000元港币样币。未见呵加剌银行发行货币的记载:3。
德国的德意志银行于1872年在上海设立分行。英国德丰银行于1872年至1878年在上海、福州、汉口、厦门等地设立了分行。俄国对外贸易银行于1876年，日本的东京第一国民银行于1880年在上海设立机构。这些银行存在时间较短，没有在中国发行货币，没能改变英国银行独霸中国金融市场的局面。:4
1889年，德国成立专门对华资本输出的德华银行。作为日本对外贸易银行的横滨正金银行在1880年成立后在东北，特别是南满发展迅速。英国惠通银行和中华汇理银行分布于于1890年和1891年在中国成立。同时，先期进入中国的汇丰银行等英国银行则继续扩展分支机构。法国东方汇理银行于1894年在香港设立分行，之后又在上海、北京、天津等地设立分行。1895年，名义上中俄合办，实际上由俄羅斯控制的华俄道胜银行成立。中国在甲午战争败给日本，台湾成为日本殖民地。日本于1899年成立台湾银行，该行于1911年在上海设立分行，之后又在福州、汕头、厦门等地设立分支机构，主要面向闽粤两省。1902年，美国的花旗银行在上海设立分行，负责经理“庚子赔款”事宜，并为美国对中国和菲律宾贸易提供服务。同年，比利时的华比银行在华设立机构。1903年，荷兰的上海和囒银行在华设立机构。1909年，朝鮮銀行在安东设立办事处。:5-6
有清一代，进入中国的外国银行有数十家，随着一些银行的倒闭和清理，到清朝覆灭时仍有12家，分别是英国的有利银行、麦加利银行和汇丰银行，德国的德华银行，日本的横滨正金银行、朝鲜银行和台湾银行，俄羅斯的华俄道胜银行，法国的东方汇理银行，美国的花旗银行，比利时的华比银行和荷兰的上海和囒银行。:6
| 银行名称         | 银行名称                                             | 成立时间 | 总部所在地           | 香港分行 设立时间        | 上海分行 设立时间         | 其他信息 | 备注      |
| 中文名           | 外文名                                               | 成立时间 | 总部所在地           | 香港分行 设立时间        | 上海分行 设立时间         | 其他信息 | 备注      |
| ---------------- | ---------------------------------------------------- | -------- | -------------------- | ------------------------ | ------------------------- | --- | --------- |
| 丽如银行         | Oriental Bank                                        | 1842年   | 孟买（1945年迁伦敦） | 1845年                   | 1849年（1847年设代理处）  | 又称东方银行、东藩汇理银行、金宝银行 | [ 參⁠ 29 ] |
| 汇隆银行         | Commercial Bank of India                             | 1851年   | 孟买（后迁伦敦）     | 1861年                   | 1855年设代理处            | 1866年倒闭 | [ 參⁠ 29 ] |
| 呵加剌银行       | Agra and United Service Bank                         | 1833年   | 孟加拉（后迁伦敦）   | 1858年                   | 1854年                    | 1858年根据英国皇家特许状进行登记，1866年倒闭，1870年复业，1893年停办 | [ 參⁠ 29 ] |
| 有利银行         | Chartered Mercantile Bank of India, London and China | 1853年   | 孟买（后迁伦敦）     | 1857年                   | 1860年 （1854年设代理处） | 又称印度伦敦中国三处汇理银行 | [ 參⁠ 29 ] |
| 渣打银行         | Chartered Bank of India, Australia and China         | 1853年   | 伦敦                 | 1859年（1858年设代理处） | 1858年                    | 又称麦加利银行、印度新金山中国汇理银行 | [ 參⁠ 29 ] |
| 法兰西银行       | Comptoir d'escompte de Paris                         | 1848年   | 巴黎                 | 1860年                   | 1860年                    | 该行法语名字应译为“巴黎贴现银行”，由于是法国在华的唯一金融机构，所以被称为“法兰西银行”。1889年改组，1894年东方汇理银行接收其中国的业务。Banque de France也称“法兰西银行” | [ 參⁠ 29 ] |
| 汇川银行         | Central Bank of Western India                        | 1861年   | 孟买                 | 1861年                   | 1861年                    | 1866年倒闭 | [ 參⁠ 29 ] |
| 利华银行         | Asiatic Banking Corporation                          | 1863年   | 孟买（后迁伦敦）     | 1864年                   | 1864年                    | 1866年倒闭 | [ 參⁠ 29 ] |
| 利生银行         | Bank of Hindustan, China and Japan                   | 1862年   | 伦敦                 | 1864年                   | 1864年                    | 1866年倒闭 | [ 參⁠ 29 ] |
| 利升银行         | Bank of India                                        | 1864年   | 孟买                 | 1864年                   | 1864年                    | 1866年倒闭，不是成立于1906年也称“Bank of India”的印度银行 | [ 參⁠ 29 ] |
| 香港上海汇丰银行 | Hongkong and Shanghai Banking Company Limited        | 1865年   | 香港                 | 1865年                   | 1865年                    | 通称“汇丰银行”，是第一家总部设于中国的外资银行 | [ 參⁠ 29 ] |
| 德意志银行       | Deutsche Bank                                        | 1870年   | 柏林                 |                          | 1872年设办事处            | 上海支行因银货交易损失于1875年清算 | [ 參⁠ 30 ] |
| 德丰银行         |                                                      |          |                      |                          | 1875年                    | 1883年撤出上海，业务由华记洋行代理 |           |
| 俄国对外贸易银行 |                                                      |          |                      |                          | 1876年                    | 1883年撤出上海 | [ 參⁠ 31 ] |
| 东京第一国民银行 |                                                      |          | 东京                 |                          | 1880年                    | |           |
| 德华银行         | Deutsch-Asiatische Bank                              | 1889年   | 上海                 | 1900年                   | 1889年（总行）            | 1917年为中国政府接收 | [ 參⁠ 32 ] |
| 横滨正金银行     |                                                      | 1880年   | 横滨                 |                          | 1893年                    | |           |
| 惠通银行         |                                                      |          |                      |                          |                           | |           |
| 中华汇理银行     |                                                      |          |                      |                          |                           | |           |
| 东方汇理银行     |                                                      |          |                      |                          |                           | |           |
| 华俄道胜银行     |                                                      |          |                      |                          |                           | |           |
| 台湾银行         |                                                      |          |                      |                          |                           | |           |
| 花旗银行         |                                                      |          |                      |                          |                           | |           |
| 华比银行         | Banque Sino-Belge                                    | 1902年   | 布魯塞爾             |                          |                           | |           |
| 上海和囒银行     | Netherlands Trading Society                          | 1824年   | 阿姆斯特丹           |                          |                           | 这是一家荷兰的贸易公司，名字意为“荷兰贸易协会”，曾在华用“上海和囒银行”的名义发行货币                                                                                     |           |
| 朝鮮銀行         |                                                      | 1909年   | 汉城                 |                          |                           | 1909年在安东设立办事处 |           |

## 政府财政

#### 貨幣制度

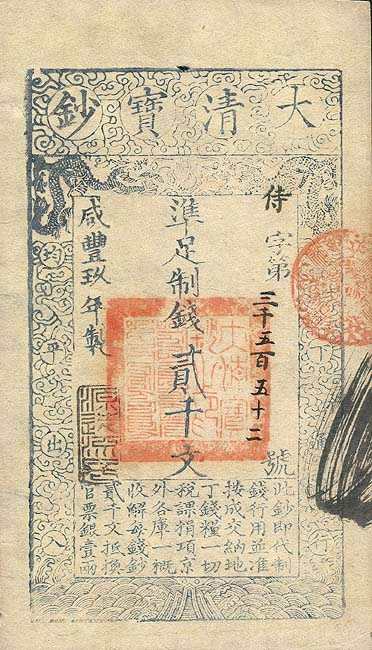
大清宝钞

清朝货币大体上採銀兩與銅錢並用的銀銅雙本位制，大数用银，小数用钱，但银的地位更见重要。因海外貿易發達，白銀大量從國外輸入，康雍乾盛世流通的外国银元除西班牙银元外，还有葡萄牙银元、威尼斯银元、荷兰银元、法国银元等。鸦片战争前后，需要固定形式的银币出现，正式使用机器铸造银币则是鸦片战争以后的事。鴉片戰爭前，由於英國將大量鴉片銷入中國，導致中國白銀大量外流，需要更多的銅錢才能換取白銀。由於白銀是百姓納稅的固定貨幣，這帶動了通貨膨脹，嚴重惡化經濟。使得曾經於1651年顺治帝发行纸币，到1843年咸豐帝又发行大清宝钞與户部官票等纸币，以穩定清朝經濟。

### 税收
清代税制以鸦片战争为界，分为前期、后期。在前期，奉行的是中国传统封建税收制度。田赋、人头税、矿税、盐税、工商税是国家主要税种，亦是主要财政收入来源。在康、雍、乾三朝，清政府强力推行了一系列的税制改革，完成了火耗歸公、攤丁入地，亦推行了官绅一体当差纳粮。
清朝的海禁和前期的矿禁，对外贸税收和工商税收有严重影响。鸦片战争后，税收制度出现本质变化。田赋在国家财政收入中的比例下降。五口通商后，各地陆续建立近代海关。海关的关税，成为新的、主要的国家财政收入。但海关总税务司一直由外籍人士撑控，直到清朝灭亡，中国海关的自主权丧失。